# Kurigalzu II
Kurigalzu II va ser un rei cassita de Babilònia, del País de la Mar, d'Accàdia i de Khana.
Un cortesà recolzat per les tropes cassites va assassinar al rei Karakhardaix pels seus orígens materns assiris, i va proclamar rei a Nazibugaix. Aixurubal·lit I rei d'Assíria, avi matern de l'assassinat, es va presentar amb un exèrcit a Babilònia, va ocupar la ciutat i va deposar el rei, col·locant al tron a Kurigalzu II, germà de Karakhardaix però probablement d'una altra mare, és a dir que no era net del rei assiri. El nou rei era encara un infant i portava l'epítet de "el jove". Durant un temps Assíria va influir en la política de Babilònia, però quan Kurigalzu II va arribar a l'edat de governar els dos poders es van distanciar.
Kurigalzu II que va regnar cap al darrer terç del segle xiv aC, va fer una expedició contra un rei anomenat Hurpatila suposadament d'Elam però que segons se sap actualment no era rei d'Elam sinó de Elammat, país de situació desconeguda però probablement al territori entre el País de la Mar i Anxan. Per tant, l'atribució de la conquesta de Susa i la instal·lació d'un rei d'Elam no va tenir mai lloc.
Es creu que va combatre contra Assíria a la part final del seu regnat, però que va ser derrotat i va haver de signar un acord de pau desfavorable. El va succeir el seu fill Nazimaruttaix.